# 西埠頭駅
西埠頭駅（にしふとうえき）は、かつて岡山県倉敷市水島海岸通2丁目にあった水島臨海鉄道西埠頭線の貨物駅。1997年（平成9年）10月1日以降、貨物列車の発着はなくなり、2016年（平成28年）7月15日に正式に廃駅となった。

## 歴史
- 1962年（昭和37年）7月1日：倉敷市営鉄道の駅として開業。
- 1970年（昭和45年）10月29日：三菱石油専用鉄道運輸開始（専用線から切り替え）。
- 1970年（昭和45年）4月1日：水島臨海鉄道に譲渡。
- 2002年（平成14年）：0.9 km北へ移転。
- 2016年（平成28年）7月15日：西埠頭線廃止により廃駅となる[1]。

## 駅構造
駅構内は数本の路線が残されているのみとなっている。
かつては、駅周辺にある三菱石油水島製油所（現・ENEOS水島製油所）や日清オイリオグループ水島工場への専用鉄道、三菱ガス化学水島工場への専用線が駅から分岐していたが、1997年（平成9年）9月の三菱石油専用鉄道を最後にすべて廃止された。同専用鉄道からは、湖山駅などへ石油が発送されていた。

## 駅周辺
周囲は水島港に面する水島臨海工業地帯である。
- 日清オイリオグループ水島工場
- ジヤトコ水島事業所
- 三菱ガス化学水島工場
- ENEOS水島製油所

## 隣の駅
水島臨海鉄道
西埠頭線
三菱自工前駅 - 西埠頭駅